# La Solitude des nombres premiers (film)
Pour l’article homonyme, voir La Solitude des nombres premiers (roman).
Pour plus de détails, voir Fiche technique et Distribution.
La Solitude des nombres premiers (La solitudine dei numeri primi) est un film franco-germano-italien de Saverio Costanzo, sorti en 2010. Il est adapté du livre du même nom, écrit par Paolo Giordano et paru en 2008.

## Synopsis
Le film retrace le parcours difficile et solitaire d'Alice et de Mattia à travers quatre moments de leur vie, en 1984, 1991, 1998, et 2007.
C'est une histoire d'amour influencée par les codes du giallo.
Mattia et Alice, du même âge, grandissent à Turin. Leurs routes se croisent à 14 ans (en 1991), lorsqu'ils sont au lycée, alors qu'ils ont tous les deux des difficultés relationnelles - Alice souffre d'un handicape (elle boîte) et est harcelée par des filles de sa classe, tandis que Mattia est solitaire, et s'automutile par des scarifications. Leurs cicatrices respectives contribuent à les rapprocher - celle d'Alice, ainsi que le fait qu'elle boîte, viennent d'un accident de ski, 7 ans plus tôt, son père la forçant malgré elle à faire du ski alpin, pour en faire une championne. Au même âge, Mattia a également vécu un traumatisme, la disparition de sa sœur jumelle Michaela, autiste, qu'il a sur la conscience - il avait la responsabilité de veiller sur elle, mais l'a laissée sur un banc pour aller à une fête d'anniversaire, et ne l'a plus jamais retrouvée.
Plus tard, les chemins de Mattia et Alice divergent, bien qu'ils restent liés par une amitié solide, bien que souvent taciturne. Ils se recroisent en 1998 - lui a fait de brillantes études en mathématiques, tandis qu'elle est devenue photographe, et lui demande alors de l'accompagner à un mariage - celui d'une des filles qui la harcelait au lycée. A cette occasion il raconte à Alice l'épisode de la disparition de Michaela. Puis leurs chemins se séparent à nouveau: il part en Allemagne pour une thèse, tandis qu'elle fait la connaissance d'un médecin, Fabio, qu'elle épouse.
Quelques années plus tard, tandis que Mattia poursuit ses recherches en Allemagne, et est resté solitaire, Alice et Fabio se sont séparés, et elle semble aller mal, souffrant d'anorexie. Elle voit un jour en mirage Michaela, ce qui l'incite à écrire à Mattia, pour lui demander de venir dès que possible - ce qu'il fait. Ils sont émus de se revoir, à nouveau sans pouvoir l'exprimer. Un peu plus tard, Mattia s'éclipse et part jusqu'au banc où il avait laissé Michaela; Alice le devine, l'y retrouve, et ils s'embrassent.

## Fiche technique
- Titre original : La solitudine dei numeri primi
- Titre français : La Solitude des nombres premiers
- Réalisation : Saverio Costanzo
- Scénario : Saverio Costanzo, d’après La solitudine dei numeri primi de Paolo Giordano
- Décors : Marina Pinzuti Ansolini et Rinaldo Geleng
- Costumes : Antonella Cannarozzi
- Montage : Francesca Calvelli
- Musique : Mike Patton
- Pays d’origine :  Italie,  Allemagne,  France
- Langue : italien, allemand, anglais
- Genre : drame
- Durée : 118 minutes
- Dates de sortie :
  -  Italie : 9 septembre 2010 (Festival du film de Venise)
  -  Italie : 10 septembre 2010
  -  Belgique : 9 février 2011
  -  France : 4 mai 2011

## Distribution
- Alba Rohrwacher (V. F. : Charlotte Pauwels) : Alice, adulte
- Luca Marinelli (V. F. : Johann Cuny) : Mattia Balossino, adulte
- Arianna Nastro (V. F. : Sarah Brannens) : Alice, adolescente
- Martina Albano : Alice, enfant
- Tommaso Neri (V. F. : Gabriel Hallali) : Mattia, enfant
- Giorgia Pizzo : Michela
- Aurora Ruffino (V. F. : Chloé Stefani) : Viola
- Isabella Rossellini (V. F. : Marie-Armelle Deguy) : Adèle
- Maurizio Donadoni (V. F. : Luc-Antoine Diquéro) : Umberto
- Roberto Sbaratto : Pietro
- Giorgia Senesi (V. F. : Isabelle Gardien) : Elena
- Filippo Timi (V. F. : François Chaix) : Clown

Source et légende : Version française (V. F.) sur le site d’AlterEgo (la société de doublage) et selon le carton de doublage.